# Soul Vigilantes
Soul Vigilantes er en musikgruppe fra Spanien.
| Musikgruppe | Spire Denne artikel om en musikgruppe er en spire som bør udbygges. Du er velkommen til at hjælpe Wikipedia ved at udvide den. |